# Тејбор (Јужна Дакота)
Тејбор (енгл. Tabor) град је у америчкој савезној држави Јужна Дакота.

## Демографија
По попису из 2010. године број становника је 423, што је 6 (1,4%) становника више него 2000. године.
| Група             | 2000.       | 2010.       |
| Белци             | 415 (99,5%) | 399 (94,3%) |
| Афроамериканци    | 0 (0,0%)    | 0 (0,0%)    |
| Азијати           | 0 (0,0%)    | 1 (0,2%)    |
| Хиспаноамериканци | 0 (0,0%)    | 15 (3,5%)   |
| Укупно            | 417         | 423         |